# Aischan Schatqanbajewa
Aischan Jerschanqysy Schatqanbajewa (kasachisch Айжан Ержанқызы Жатқанбаева Aijan Erjanqyzy Jatqanbaeva; * 22. Oktober 1972 in Almaty) ist eine kasachische Juristin. Seit 2023 ist sie Richter des neu gegründeten Verfassungsgerichts der Republik Kasachstan.

## Leben und Wirken
Schatqanbajewa studierte Rechtswissenschaften an der Al-Farabi-Universität, wo sie 1996 ihren Abschluss machte. Anschließend war sie dort als Dozentin für Verfassungs- und Verwaltungsrecht tätig. 1999 erwarb sie mit einer verwaltungsrechtlichen Schrift den Titel Kandidat der Wissenschaften in Recht. 2000 wurde sie an der Al-Farabi-Universität zur außerplanmäßigen Professorin ernannt. 2009 wurde sie mit einer verfassungstheoretischen Schrift über die kasachische Informationssicherheit zur Doktorin der Wissenschaften promoviert. Ab September 2012 hatte sie einen ordentlichen Lehrstuhl an der Al-Farabi-Universität inne und leitete die dortige Abteilung für Zoll-, Finanz- und Umweltrecht.
Nach der Auflösung des kasachischen Verfassungsrats durch das Referendum 2022 und die damit einhergehende Errichtung des Verfassungsgerichts der Republik Kasachstan wurde Schatqanbajewa zum 1. Januar 2023 zu einer dessen ersten Richterinnen ernannt. 2024 erhielt sie den Orden Kurmet.